# Планарии
Плана́рии, или трёхветвистокишечные, или трёхветвистые планарии (лат. Tricladida) — отряд плоских червей. Характеризуется макроскопическими размерами (обычно 1-2 см, редко — десятки сантиметров (например, Geoplanidae), уплощённой формой тела и разветвлённым кишечником. Кишечник имеет три основных ветви (что объясняет название), одна из которых расположена в передней части тела, а две остальных — в задней. Каждая из ветвей, в свою очередь, имеет множество дополнительных ответвлений.

## Описание
Распространены по всему земному шару. Свободноживущие морские (подотряд Maricola) или пресноводные, редко наземные черви.
Питаются мелкими беспозвоночными. Ротовое отверстие расположено на брюхе и ведёт в полость, где находится выдвижная глотка. Рыбы планарий не едят, так как в их коже имеются ядовитые железы. Хотя есть исключения — лабиринтовые рыбки (особенно молодые гурами, петушки) охотно поедают планарий. У планарии отсутствуют органы дыхания. Обогащение её организма кислородом производится всей поверхностью, а для защиты она способна выделять кожную горькую слизь.
Является гермафродитом, оплодотворение внутреннее, неперекрёстное — совокупительный орган одной особи вводится в половую клоаку другой, функционирующей в данный момент как самка.

## Классификация
В семействе Planariidae 12 родов:
- Atrioplanaria — 7 видов
- Bdellasimilis — 1 вид
- Crenobia — 5 видов
- Digonoporus — 1 вид
- Hymanella — 3 вида
- Ijimia — 6 видов
- Paraplanaria — 2 вида
- Phagocata — 72 вида
- Plagnolia — 1 вид
- Planaria — 25 видов
- Polycelis — 42 вида
- Seidlia — 14 видов

## Внешнее строение
Тело планарии покрыто крошечными ресничками, позволяющими ей плавно передвигаться. Окрас может варьироваться — бывают зелёные, жёлтые, розовые, коричневые, чёрные, красные, фиолетовые и серые планарии. Под реснитчатой кожей расположены мышечные волокна, при сокращении которых черви могут съеживаться или удлиняться. На ромбовидной голове расположено два чёрных глазка, способных измерять уровень освещённости. Планарии умеют различать, где верх, а где низ, благодаря имеющемуся у них органу равновесия. Хорошо развиты органы осязания — чувствительные клетки, разбросанные по всей поверхности тела, а также парные щупальца, расположенные на головной части туловища.

## Внутренние органы и системы
Планарии имеют необычную пищеварительную систему, а в частности необычный глотательный аппарат. Расположен он под брюшком и способен резко выдвигаться, когда планария пытается поймать добычу. Даже будучи отсоединённым от остального тела, этот аппарат способен какое-то время существовать и даже пытаться проглотить пищу. Кишечник планарий разветвлён, как и у большинства плоских червей, и не имеет анального отверстия — всё, что не переварилось, выбрасывается червём назад, через ротовое отверстие. Железистые клетки кишечника выделяют пищеварительные соки, посредством которых и переваривается пища.
Нервная система планарий (ортогон) представлена скоплениями нервных клеток — парных головных узлов, нервных стволов и многочисленных ответвлений, тянущихся ко всем органам и системам.
Кровеносная система отсутствует, полости тела также нет — вместо неё расположены клетки соединительной ткани. Питательные вещества поступают в организм прямо через клетки кишечника, газообмен осуществляется через кожу (поступление кислорода, удаление углекислого газа). Дышат планарии растворённым в воде кислородом. Плоское тело этих животных обеспечивает им очень хороший газообмен.
Выделительной системой служат разветвлённые трубочки (канальцы), пронизывающие тело червя. В каждой клетке имеется пучок длинных ресничек, которые постоянно колеблются. Их называют «пламенными клетками», потому что движение ресничек напоминает язычок колеблющего пламени. Колебание ресничек создаёт ток жидкости в трубочках.
Планарии — гермафродиты, и их половая система включает в себя как мужские, так и женские половые органы в одном организме. Мужские половые органы — это многочисленные семенники, похожие на пузырьки, от которых идут семяпроводы к совокупительному органу. Женские органы — это парные яичники, с яйцеводами в совокупительную сумку. Оплодотворение у планарий внутреннее.

## Образ жизни и размножение
Планария — хищник, нападающий на мелких животных (рачков, червей, улиток), поедающий также икру животных из-за высокого содержания в ней белка. Выделения некоторых клеток её эпителия разбухают в воде, что помогает удерживать добычу. Прижимаясь к жертве, планария заглатывает её с помощью своей выдвижной глотки. Активна в основном в ночное время, так как не любит дневной свет. Днём предпочитает закапываться в грунт.
Несмотря на гермафродитизм, планария не оплодотворяет сама себя, а две разные планарии соприкасаются друг с другом брюшными сторонами, в результате чего мужские клетки одного животного попадают в женскую половую систему другого. Оплодотворённые яйца образуют зиготы буровато-чёрного цвета, и по мере движения по яйцеводам окружаются запасами питательных веществ, а в конце концов запаковываются в кокон (размером немного больше булавочной головки) и выводятся наружу. Коконы планария прикрепляет к подводным растениям, из которых через несколько недель появляются маленькие планарии.
У планарий также есть бесполый способ размножения — за счёт поперечного деления червя пополам. Потом из каждой такой половинки восстанавливается целая планария.

## Способность к регенерации
Планарии обладают выдающейся способностью к регенерации. При искусственном разделении планарии на части, каждая часть выращивает недостающие фрагменты и становится самостоятельным существом. Планария способна вырастить не только новое туловище, но и новую голову.

## Планарии в аквариумистике
В аквариумистике планарии являются опасными вредителями, развитие которых может привести к необходимости перезапуска аквариума, к гибели рыбок и креветок. Планарии и их яйца могут попасть в аквариум с растениями, живым кормом или необработанным грунтом. Будучи хищниками, они могут поедать икру рыб, улиток и ракообразных, иногда — нападать на взрослых улиток (особенно в ночное время) или забивать собой жабры рыб и креветок, вызывая удушье. Особую опасность планарии представляют для ракообразных в момент линьки. Для борьбы с планариями могут использоваться месячные мальки гурами, которые питаются как взрослыми планариями, так и их яйцами. Также применяются химические средства, из которых самыми эффективными считаются те, что содержат фенбендазол.